# محمد ألكسندر رسل وب
محمد ألكسندر رسل وب (بالإنجليزية: Mohammed Alexander Russell Webb)‏ ‏ (وُلد 9 نوفمبر 1846م، هدسون، نيويورك - 1 أكتوبر 1916م) أديب ودبلوماسي أمريكي، عمل سفيرا لبلده في الفلبين.

## مسيرته
أمضى مراحل دراسته الأولى في موطنه، ثم رحل إلى مدينة نيويورك حيث أَتَمَّ مرحلة دراساته العليا؛ واستجابةً لميوله الأدبية التي كان يُعَزِّزُها اطِّلاعُه الواسع وخياله الخصب وآراؤه الحرَّة اشتغل منذ بداية دخوله إلى معترك الحياة العملية بالصحافة، واشتهر بكتابة المقالات الهادفة المؤثِّرة، واشتهر -أيضًا- بتأليف القصص القصيرة التي اجتذبت جمهورًا عريضًا من القرَّاء؛ كان يترقَّبُ صدورها ويُتابعها بشغف وإعجاب، وبلغ من نجاحه في ميدان الأدب والعمل الصحفي أن تولَّى بعد فترة وجيزة رئاسة تحرير صحيفتي (سانت جوزيف جاريت) و(ميسوري ريبليكان).
وكان ألكسندر رسل وب يهتمُّ أثناء انشغاله بالصحافة بأصول الأديان ومبادئها؛ فدرس العقيدة اليهودية والفرق التي انبثقت وتشعَّبت عنها، كما درس المسيحية ومذاهبها، ودرس الإسلام وتراثه وقرآنه، كما درس العقائد الشرقية الأخرى؛ مثل: الزرادشتية والكنفوشيوسية والبوذية، واطَّلع على كثير مما كتبه علماء الغرب عن العقائد والأديان والمذاهب.

## إسلامه
تطلَّعت نفسه للاتجاه إلى الشرق مصدر الأديان، وهيَّأت له صفاتُه المتميزة وشخصيته المرموقة أن يتولَّى منصب القنصل الأمريكي في مانيلا عاصمة الفلبين عام 1887م، وفي تلك البلاد أُتيح له أن يتَّصل لأول مرَّة في حياته بالمسلمين، وأن يراهم رأي العين، وعن هؤلاء المسلمين استمدَّ المعلومات عن الإسلام، فبهره التأثير العميق لللإسلام في نفوس أتباعه، فآمن به وأشهر إسلامه في عام 1888م، وتَسمَّى باسم (محمد) مقرونًا بالاسم الأصلي، فأصبح يُدعى محمد ألكسندر رسل وب.
وقد قيل: إن ألكسندر راسل الذي كان يعمل قنصلاً في الفلبين... استدعاه السلطان عبد الحميد الثاني، وكلَّف عبد الله الجداوي بمقابلته في مدينة مانيلا، وبعد هذا اللقاء أعلن ألكسندر إسلامه واستقال من عمله، وبدأ في نشر الإسلام في أمريكا.
وقد علَّل ألكسندر رسل وب سبب إسلامه في مقال نشره بتلك المناسبة يقول فيه: تسألني لماذا أسلمتُ وأنا الأمريكي المولود في بلد يدين اسمًا بالمسيحية، ونشأتُ في بيئة تقطر مسيحية، أو على الأصح تتشدَّق بالمسيحية الأرثوذكسية على منابر الوعظ